# Prokofi Dzhaparidze
Prokofi Aliosha Aprasionovich Dzhaparidze o Japaridze (georgiano: პროკოფი აპრასიონის ძე ჯაფარიძე; ruso: Прокофий Апрасионович Джапаридзе) (Racha, Georgia, Imperio Ruso, 15 de enero de 1880-Turkmenbashi, República Autónoma Socialista Soviética del Turkestán, RSFS de Rusia, 20 de septiembre de 1918) fue un político comunista, uno de los líderes del Ejército Rojo y del Partido Bolchevique en Azerbaiyán durante la Revolución Rusa de 1917.
Dzhaparidze, étnicamente georgiano, se unió a los bolcheviques en 1898, partido en el que se ganó el apodo de Aliosha (Alesha), trasladándose entonces a Bakú, capital azerí. Ayudó a fundar el Hummet, partido socialista musulmán y fue elegido delegado de la Unión Caucásica del Partido Obrero Socialdemócrata de Rusia (POSDR) en el III Congreso del POSDR celebrado en Londres en 1905. Durante su vida política fue muchas veces encarcelado o exiliado por sus actividades antizaristas en el Imperio Ruso. 
Tras la Revolución de Febrero de 1917 se convirtió en miembro del Comité Regional del Cáucaso, uniéndose a la Comuna de Bakú y siendo uno de los legendarios 26 Comisarios de Bakú. Desempeñó varias responsabilidades en la comuna. Dzhaparidze, junto a Stepán Shaumián, Meshadi Azizbekov, Iván Fioletov y otros comisarios, trataron de expandir la ideología comunista a través de todo el Cáucaso. Poco después de la caída de la comuna, la noche del 20 de septiembre de 1918, fue ejecutado por un pelotón de fusilamiento en una remota localidad entre las estaciones de Pereval y Ajcha-Kuima del Ferrocarril Trans-Caspio junto a otros comisarios.
Dzhaparidze fue uno de los cuatro principales comisarios que ganaron un notable estatus en la Unión Soviética como héroe caído de la Revolución Rusa. Una calle de Sochi (Rusia) aún se llama en su honor y posee un pequeño busto en Moscú. Su monumento en Bakú, capital de Azerbaiyán, fue demolido en 2009.

## Biografía

### Primeros años
Prokofi Dzhaparidze nació en la aldea Schardometi de Racha, Gobernación de Kutaisi, en el Imperio Ruso (actualmente región de Racha-Lechjumi y Kvemo Svaneti en Georgia) en el seno de una familia georgiana de terratenientes. Su padre falleció tempranamente. Asistió una escuela de la aldea y aprendió la profesión de zapatero.
Fue educado en el Instituto de Profesores Alexandrovsk de Tiflis. Dzhaparidze se unió al Partido Obrero Socialdemócrata de Rusia (POSDR) en 1898. Participó en los preparativos de la manifestación del Primero de Mayo en 1900. Fue detenido y encarcelado durante once meses, y después enviado a su domicilio.En 1901 lideró una huelga de los obreros del tabaco en Kutaisi.
En 1904 se trasladó a Bakú, convirtiéndose en uno de los fundadores de la organización Hummet, lanzada para realizar trabajo político entre los musulmanes, que creció como organización de masas, llevando a amplias masas de musulmanes tras el liderazgo de los bolcheviques. Algunos de sus miembros más conocidos fueron Meshadi Azizbekov, Nariman Narimanov y Sultán Majid Afandiyev. Lideró la delegación de la Unión Caucásica del POSDR en el III Congreso de Londres (1905). Fue uno de los líderes de la huelga de diciembre de los obreros de Bakú, participando también activamente en la publicación de los periódicos y revistas bolcheviques Bakisnkie Rabochi, Gudok y Bakinski Prolitari.
En 1909 fue detenido y exiliado al Cáucaso Norte durante cinco años. Vivió en Rostov del Don. En 1913 regresó a Tiflis, actualmente capital de Georgia. Por la preparación del Primero de Mayo de 1915 fue exiliado al óblast de Vólogda, desde donde en 1916 se trasladó a Petrogrado y desde allí de nuevo a Tiflis.

### La Comuna de Bakú
Tras la Revolución de Febrero de 1917, Dzhaparidze fue elegido miembro del Comité de Bakú del Partido Bolchevique; como delegado al VI Congreso del partido, fue seleccionado como miembro candidato de su Comité Central, y miembro del Comité Fronterizo Caucásico. Desde diciembre de 1917 fue vicepresidente, y durante enero-julio de 1918 presidente, del Sóviet de Bakú. 
En marzo de 1918, Dzhaparidze fue el miembro del Comité de Defensa Revolucionaria que suprimió un motín en Bakú; desde abril, fue Comisario del Pueblo de Asuntos Internos en Bakú, y, desde junio, sirvió también como Comisario de Alimentación. Durante este periodo, luchó activamente contra el gobierno del Müsavat en Azerbaiyán así como en los intentos por extender la ideología comunista a ese país y al conjunto del Cáucaso Sur en general.
El 20 de septiembre de 1918, fue uno de los 26 Comisarios de Bakú asesinados por el Ejército Blanco de la Dictadura del Caspio Central. Su legado fue altamente apreciado en la Unión Soviética y en las Repúblicas Socialistas Soviéticas del Cáucaso. Sin embargo, tras el colapso de la URSS, los altos sentimientos nacionalistas en Azerbaiyán pronto llevaron al cambio de emplazamientos que llevaban el nombre de Dzhaparidze y a la demolición de su monumento. Su tumba fue también cambiada junto a la del resto de comisarios de Bakú, a lo cual se opuso fuertemente el Partido Comunista de Azerbaiyán y otros políticos locales de izquierdas. En su Georgia natal, el nombre de Dzhaparidze también fue retirado de casi todos los lugares que lo ostentaban. 

Vuestra sangre nunca fría — ¡nunca!
26 —
¡Dzhaparidze y Shaumián!
Vladímir Mayakovski